# NGC 4045
NGC 4045 est une galaxie spirale barrée située dans la constellation de la Vierge. NGC 4045 a été découverte par l'astronome germano-britannique William Herschel en 1784. Cette galaxie a aussi été observée par l'astronome écossais Heinrich Louis d'Arrest le 10 avril 1863 et elle a été inscrite au New General Catalogue sous la désignation NGC 4046.

## Caractéristiques
La classe de luminosité de NGC 4045 est I et elle présente une large raie HI. Elle renferme également des régions d'hydrogène ionisé. De plus, c'est une galaxie LINER, c'est-à-dire une galaxie dont le noyau présente un spectre d'émission caractérisé par de larges raies d'atomes faiblement ionisés. Selon la base de données Simbad, NGC 4045 est une radiogalaxie.

### Distance
Sa vitesse par rapport au fond diffus cosmologique est de 2 319 ± 25 km/s, ce qui correspond à une distance de Hubble de 34,2 ± 2,4 Mpc (∼112 millions d'al).
À ce jour, une quinzaine de mesures non basées sur le décalage vers le rouge (redshift) donnent une distance de 30,733 ± 3,288 Mpc (∼100 millions d'al), ce qui est à l'intérieur des valeurs de la distance de Hubble. Notons cependant que c'est avec la valeur moyenne des mesures indépendantes, lorsqu'elles existent, que la base de données NASA/IPAC calcule le diamètre d'une galaxie et qu'en conséquence le diamètre de NGC 4045 pourrait être d'environ 29,8 kpc (∼97 200 al) si on utilisait la distance de Hubble pour le calculer. 

### Classification
La barre est assez visible au centre de cette galaxie sur l'image obtenue des données de l'étude SDSS. La classification de spirale barrée par Wolfgang Steinicke et la base de données HyperLeda semble mieux convenir à cette galaxie.

### Morphologie
NGC 4045 a été utilisée par Gérard de Vaucouleurs comme une galaxie de type morphologique (R1')SAB(rs)b dans son atlas des galaxies,.

### Luminosité dans l'infrarouge
La luminosité de la galaxie NGC 4045  dans l'infrarouge lointain (de 40 à 400 µm)  est égale à 1,70 × 1010 {\displaystyle L_{\odot }} (1010,23{\displaystyle L_{\odot }}) et sa luminosité totale dans l'infrarouge (de 8 à 1 000 µm) est de 2,19 × 1010 {\displaystyle L_{\odot }} (1010,34{\displaystyle L_{\odot }}).

## Paire de galaxies
Selon Vaucouleurs et Corwin, NGC 4045 et NGC 4045A (PGC 38033) forment une paire de galaxies. Mais, ce n'est pas une paire réelle de galaxie. En effet, le décalage vers le rouge de NGC 4045A est égal à 0,017316, ce qui correspond à une distance de 72,5 Mpc. La galaxie NGC 4045A est donc beaucoup plus éloignée que NGC 4045.